# Сазхаломбатта
Са́зхаломбатта (венг. Százhalombatta) — город в центральной части Венгрии, в медье Пешт. Население — 18 482 человека (2010).

## Экономика
- Нефтеперерабатывающий комбинат

## Туризм
Через Сазхаломбатта проходит Тропа Султана — туристический пешеходный маршрут, начинающийся в Вене и заканчивающийся в Стамбуле. Проходит через территории Австрии, Словакии, Венгрии, Хорватии, Сербии, Румынии, Болгарии, Греции (Восточная Македония и Фракия) и Турции.

## Население
| Год  | Численность | Численность |
| ---- | ----------- | ----------- |
| 2013 | 18 577      | [ 3 ]       |
| 2014 | 18 641      | [ 4 ]       |
| 2018 | 18 241      | [ 5 ]       |
| 2021 | 17 574      | [ 6 ]       |
| 2022 | 17 535      | [ 7 ]       |
| 2023 | 17 856      | [ 8 ]       |
| 2024 | 17 971      | [ 1 ]       |

## Города-побратимы
- Бжеско, Польша
- Саннаццаро-де-Бургонди, Италия
- Совата, Румыния